# Stanley Engelhart
Stanley Engelhart (Stanley Eric Engelhart; * 3. Februar 1910 in Selby; † 9. September 1979 ebenda) war ein britischer Sprinter.
Bei den British Empire Games 1930 in Hamilton siegte er über 220 Yards, wurde Sechster über 100 Yards und gewann mit der englischen Mannschaft Silber in der 4-mal-110-Yards-Staffel.
1932 erreichte er bei den Olympischen Spielen in Los Angeles über 200 m das Viertelfinale und kam mit dem britischen Team in der 4-mal-100-Meter-Staffel auf den sechsten Platz.
1930 wurde er Englischer Meister über 220 Yards.

## Persönliche Bestzeiten
- 100 Yards: 10,2 s, 1930
- 220 Yards: 21,8 s, 2. August 1930, London (entspricht 21,7 s über 200 m)